# Интернационални универзитет у Новом Пазару
Интернационални универзитет у Новом Пазару је приватни универзитет у Новом Пазару. Основан је 2002. године као задужбина (вакуф), што је правно гледано нешто између универзитета у државном и приватном власништву. Настао је на захтев муслиманске мањине у Србији да оснује сопствени универзитет.

## Историја
Универзитет садржи четири департмана са 15 смерова. Функцију председника Универзитета обављао је до септембра 2016. године Муамер Зукорлић. Ректор Универзитета је Суад Бећировић. Дан Универзитета је 30. март.
Први је универзитет који је у Србији почео са радом по Болоњској декларацији, као и једини универзитет на Балкану који није ни државни ни приватни већ задужбина (попут манастира, музеја, здања и сл).
Током 2006. године дошло је до спора са истоименим државним универзитетом који је исте године основан у Новом Пазару и који је користио исто име, те је Универзитет у Новом Пазару додао префикс „Интернационални”.
У априлу 2009. године уручио је прву диплому почасног доктора наука из области међународних односа и дипломатије Јелку Кацину, словеначком члану Европског парламента.

## Организација
У свом саставу овај универзитет има четири департмана и то:
1. Департман за правне науке
2. Департман за економске и рачунарске науке
3. Департман за педагошке и психолошке науке
4. Департман за уметност и филолошке науке

Универзитет организује наставу и на постдипломским студијама у оквиру мастер и докторских студија.

## Библиотека
Универзитетска библиотека заузима средишње место како у просторном уређењу тако и у самом функционисању универзитета. Библиотека поседује велики фонд стручних књига неопходних за реализацију свих постојећих студијских програма.
Посебна пажња указује се културној баштини и уникатним примерцима, те се ова књижница може похвалити јако богатом збирком манускриптних и ретко штампаних књига на оријенталним језицима старим неколико векова.
Библиотека се може похвалити и легатима Радета Божовића и дисидента Михајла Михајловог.
У понуду студентима, поред читаонице и библиотечког фонда, укључен је и рачунарски центар са отвореном могућношћу коришћења интернета.
Универзитетска библиотека свакодневно настоји увећавати књижни фонд и зато има добру сарадњу са свим водећим издавачима из земље и региона. Коначни исход такве сарадње јесте, сада већ традиционални, међународни сајам књига који универзитетска библиотека, уз подршку управе и свих служби универзитета, реализује сваке године, као дио прославе Дана универзитета или дио свеобухватне манифестације Универзитетско пролеће.
Особље универзитетске библиотеке већ дуже време ради на изради електронског каталога библиотечког фонда, што омогућава улазак у систем COBISS и даје могућност међубиблиотечке размене књига са сличним установама из региона и Европе.